# کنی برانیگان
کنی برانیگان (انگلیسی: Kenny Brannigan؛ زادهٔ ۸ ژوئن ۱۹۶۵) بازیکن فوتبال اهل بریتانیا است.
از باشگاه‌هایی که در آن بازی کرده است می‌توان به باشگاه فوتبال پاتریک تیسل، باشگاه فوتبال شفیلد ونزدی، باشگاه فوتبال کیلمارنوک، باشگاه فوتبال استوک‌پورت کانتی، باشگاه فوتبال فالکیرک، باشگاه فوتبال دونکستر راورز، باشگاه فوتبال کویینز پارک، باشگاه فوتبال برویک رنجرز، و باشگاه فوتبال ایست استایلینگشا اشاره کرد.